# Salacia rhodesiaca
Salacia rhodesiaca är en benvedsväxtart som beskrevs av Ralph Anthony Blakelock. Salacia rhodesiaca ingår i släktet Salacia och familjen Celastraceae. Inga underarter finns listade.